# TI verde
A Tecnologia da Informação Verde (abreviadamente TI Verde, do inglês: Green IT) é um conjunto de práticas voltado para a redução do impacto dos recursos tecnológicos da área de Tecnologia da informação no meio ambiente, tornando mais sustentável e menos prejudicial seu uso; desta forma, é uma tendência mundial que propõe modos de compatibilizar o uso de recursos naturais de forma adequada às políticas sustentáveis existentes dentro das organizações. Como exemplo temos o uso de recursos tecnológicos que consumam menos energia, com uso de matéria prima e substâncias menos tóxicas em seus processos produtivos e, o descarte responsável de seus produtos através da reciclagem e da reutilização de materiais.
A TI Verde engloba, entre outros, o cumprimento da legislação ambiental e os diagnósticos dos aspectos e impactos ambientais de atividades relacionadas à área da Tecnologia da Informação, seguindo e desenvolvendo procedimentos e planos de ação com objetivos de eliminação ou diminuição da agressão ambiental.

## Histórico
Com o advento da Revolução Tecnológica percebeu-se que a sociedade passou a apresentar um comportamento marcado pelo consumismo desenfreado, no qual o consumo exagerado de bens e recursos, os desperdícios e a ausência de cuidados no descarte de resíduos passou a chamar atenção de parte da população que se fazia mais preocupada com o meio ambiente. Esta mesma preocupação foi sentida pelos mais diversos setores da economia, o que levou governantes, empresas e sociedade civil a buscar medidas para contenção de impactos ambientais e preservação do planeta. Este movimento de massas preocupadas em compatibilizar o crescimento econômico com a manutenção do meio ambiente saudável toma força nos anos 90, quando se estabelece o conceito de sustentabilidade, ficando claro que para a conservação do planeta ser efetiva seria necessário rever os modos de produção de forma a torná-los menos degradantes ao meio ambiente. Diante deste alerta e da nova mentalidade surge a TI Verde (Século XXI), a qual foi criada por empresas de tecnologia com a finalidade de aliar os recursos disponíveis às políticas de sustentabilidade e economia dentro das organizações, este conceito faz menção à ecoeficiência (1980) que prega a utilização eficiente dos recursos naturais

## Princípios

### Redução de gases
O aquecimento global é causado pela queima de gases que causam efeito estufa como a queima de gás, petróleo, carvão, madeira, e outros recursos. O aquecimento global é a tendência de subida da temperatura média global e um dos problemas mais complicados enfrentado pelos lideres mundiais. Os cientistas prevêem que o aumento da temperatura e a subida do nível do mar decorrentes do aquecimento global afetarão negativamente a biodiversidade da Terra. Em meados da década de 50, criou-se a curva de Keeling, que rastreia mudanças na concentração de gás carbônico na atmosfera da Terra em uma estação de pesquisa em Mauna Loa. Estima-se que até 2050 as emissões dos gases deverão baixar em um quarto do total atual.
O SMART 2020 Report do Climate Group é o primeiro estudo global abrangente da crescente importância do setor de TI para o clima do mundo. Modificar a forma que as pessoas e as organizações usam TI poderia reduzir as emissões causadas pelo homem em 15% até 2020 e fornecer economia de energia para empresas globais em média de 800 bilhões de dólares.
A TI tem capacidade única de monitorar e maximizar a eficiência energética dentro e fora de seu próprio setor industrial, e cortar as emissões de CO² por 7,8 GtCO2e/y até 2020, o que é maior do que as emissões anuais da China ou dos Estados Unidos em 2010.
O papel da TI inclui a redução de emissões e economia de energia não só no setor de TI em si, mas também na transformação de como e onde as pessoas trabalham.
Já existem algumas iniciativas para mudar o consumo de energia, queima de gases, consumo exacerbado de produtos tecnológicos, há algumas iniciativas de industrias também, ao reutilizar a matéria prima de produtos descartados. A necessidade de se buscar novas alternativas para conscientizar as pessoas e organizações da importância da responsabilidade social e sustentabilidade global, para um futuro da sociedade.

#### Uso de videoconferencia
Outra prática que se refere à redução da emissão de CO2 na atmosfera, destacada positivamente é o uso da videoconferência. Muito promissora, pois além de servir como mecanismo de conscientização nas organizações, reduz custos com deslocamento dos profissionais em viagens e proporciona uma economia com serviços de telefonia.
Instituições preferem reuniões com encontros presenciais, pois acreditam ser muito mais produtivo por conta da interação proporcionada. Entretanto, o valor gasto com transporte dessas pessoas para o local das reuniões pode ser alto.
A videoconferência pode superar a distância para replicar a comunicação face-a-face. Frente às alterações climáticas, as organizações precisam aderir tecnologias mais
limpas, como a videoconferência e ferramentas eletrônicas de colaboração.
Outro fato que deve ser considerada instituições públicas é que o uso da videoconferência pode gerar economia com abastecimento e manutenção dos veículos oficiais, além da economia com pagamento de passagens ou diárias, que são devidas aos servidores públicos quando se deslocam de sua sede para trabalhos em outras cidades.

#### Crédito de carbono
Para entender os créditos de carbono, é preciso compreender primeiro o efeito estufa e o Protocolo de Kyoto que foram os caminhos para o desenvolvimento deste mecanismo.
Em 1997, 189 países membros das Nações Unidas se reuniram em Kyoto, no Japão, e assinaram um tratado em que se comprometem a reduzir as emissões de gás estufa em 5% em relação aos níveis de 1991. Em 2005, esse protocolo entrou em vigor e os países signatários deveriam atingir a meta até 2008. Até 2012 deve ser firmado um novo acordo, que já está em negociações.
Um dos mecanismos a que os países desenvolvidos podem recorrer para cumprir a meta é comprar os chamados créditos de carbono de países que diminuíram suas emissões. Assim, uma empresa brasileira, por exemplo, pode desenvolver um projeto para reduzir as emissões de suas indústrias. Esse projeto passa pela avaliação de órgãos internacionais e, se for aprovado, é elegível para gerar créditos. Nesse caso, a cada tonelada de CO que deixou de ser emitida, a empresa ganha um crédito, que pode ser negociado diretamente com as empresas ou por meio da bolsa de valores.

### Consumo de energia
Com as empresas e pessoas utilizando cada vez mais a Tecnologia da Informação, há uma necessidade crescente de infraestrutura computacional no mundo. Para criar e manter dados e fluxo de informações computacionais são necessário grande quantidade de servidores (computadores de grande porte) e parques tecnológicos para seu funcionamento, conhecidos como datacenters. Essa infraestrutura computacional atualmente necessária implica um aumento no consumo de energia.
Para a situação citada acima existem algumas ações que contribuem para a redução de energia, como: racionalização e virtualização de servidores, configuração para economia de energia nos computadores e servidores, ajuste do ar-condicionado e do fluxo de ar dentro dos datacenters, aquisições de equipamentos com certificados, etc.
Os servidores e datacenters das empresas são grandes vilões quando o quesito é consumo de energia, enquanto o foco tradicional em termos de consumo de energia são os datacenters, é importante ter uma visão holística das áreas que podem ser melhoradas. Também vale a pena notar que consumo de energia e refrigeração são e continuarão a ser a primeira preocupação dos administradores dos datacenters. É possível ir além da capacidade computacional das empresas, pensar nas estações de trabalho individualmente, optando por computadores menos potentes e monitores que consomem menos energia, como Thin Clients (computadores de baixo custo, sem disco rígido que processam informações diretamente no servidor) que utilizam menos energia que computadores comuns e ocupam menos espaço, também existe a possibilidade de implementar aplicativos remotos nos computadores da empresa, pois permitem menos deslocamentos.

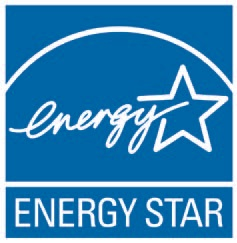

#### Selo Energy Star
Uma das principais formas de implementar a TI Verde em uma empresa é através da racionalização da energia. Para diminuir o consumo podemos utilizar vários métodos e técnicas. A mais simples e que requer menos planejamento e mudanças de infraestrutura, é a compra de produtos com o selo Energy Start, criado pela Agência de Proteção ao Meio Ambiente dos Estados Unidos (EPA).
Este selo tem por objetivo incentivar o uso de tecnologia mais eficaz, certificando que o produto tem grande eficiência energética.  Como exemplo de produção de máquinas mais eficientes temos a Dell Computadores. Recentemente a empresa criou uma linha de PCs que têm design específico e consomem 40% a menos de energia do que os modelos anteriores. Outro gigante da tecnologia que investe pesadamente nesses equipamentos é a HP. Praticamente todos nos novos PCs e impressoras têm o selo Energy Star, e os equipamentos tem um sistema de refrigeração inteligente que detecta pontos quentes e equilibra a carga deslocando refrigeração de um ponto a outro. Uma ótima oportunidade para os executivos é a adesão a estes equipamentos.
Se contarmos que praticamente todos os funcionários de uma empresa hoje utilizam computadores, impressoras e monitores, com o Energy Star, pode-se reduzir o consumo de energia de todo parque de máquinas em até 50%. O site da Energy Star disponibilizou uma calculadora virtual onde podemos calcular os gastos de energia, refrigeração e aquisição de equipamentos, inserindo os dados dos produtos (potência, horas ligado, etc). O sistema é tão complexo que serve como ferramenta para as empresas calcularem os gastos e projetar a economia de novas aquisições

### Fabricação
Fabricantes de equipamentos eletroeletrônicos também podem fazer sua parte, optando por desenvolver produtos que utilizam materiais menos nocivos ao meio ambiente e com maior chance de aproveitamento no caso de descarte e que consumam menos energia.
Distribuidores e varejistas que são responsáveis pela logística nas vendas de produtos eletrônicos já estão desenvolvendo meios de captação dos produtos antigos que os clientes substituem, proporcionando um destino correto e organizado dos resíduos dos produtos eletrônicos.
No que diz respeito aos consumíveis como papel, cartuchos e baterias, estes devem ser controlados e racionalizados. Devem ser priorizadas a reciclagem e a reutilização desses materiais assim como conhecer o destino correto no caso de não aproveitamento.

### Descarte Consciente
O descarte inapropriado de compostos eletrônicos pode acarretar a contaminação dos solos, do lençol freático e das suas águas. Isto se dá porque muitos compostos eletrônicos apresentarem em sua composição metais pesados como chumbo, cádmio, níquel, mercúrio e zinco, os quais podem causar aos humanos danos no sistema nervoso, câncer e problemas relacionados às vias respiratórias. Desta forma, a maneira correta de se desfazer de equipamentos é cuidar para que eles não sejam descartados em aterros sanitário comuns, mas sim que sejam encaminhado para a reciclagem ou doação quando sua vida útil estiver próxima de se encerrar.

### Gestão de Ativos de TI
A Gestão de Ativos de TI, sob o enfoque da Green IT, está centrada, principalmente, na arquitetura de TI. Portanto, a definição adequada da arquitetura de TI tem impacto direto sobre a gestão de ativos de TI, influenciando inclusive no tamanho da área destinada a instalação dos equipamentos, no tamanho da equipe de TI e no consumo de energia dos equipamentos.
Existem algumas soluções de arquitetura possíveis que oferecem diferentes resultados para a questão ambiental. Uma das abordagens possíveis utiliza a computação em nuvem que se vale de sinergias e compartilhamentos para gerar economia de recursos financeiros e naturais.
Quando uma empresa opta por uma arquitetura em nuvem (cloud computing) os custos com aquisição, manutenção e descarte de equipamentos, além de aluguel de espaço para instalação de Data Centers podem ser bastante reduzidos.
Em outra abordagem, empresas que utilizam arquiteturas de TI tradicionais, centradas em Data Centers corporativos, podem reduzir impactos ambientais e buscar economia de recursos por meio da compra de equipamentos (servidores, computadores e periféricos) que causem impacto reduzido ao meio ambiente, ou seja, aquele que desde a sua fabricação até o descarte deixará a menor “pegada” de carbono possível no planeta.
Nessa abordagem, conhecida como compras sustentáveis de TI, os gestores de TI priorizam a aquisição de equipamentos cujos fabricantes estejam em conformidade com normas e regulamentos internacionais, privilegiando materiais recicláveis e evitando o uso de componentes considerados nocivos (chumbo, cobre, mercúrio, cadmio etc.) ao meio ambiente e convencionou-se chamar de lixo eletrônico (E-lixo ou E-waste). Dessa forma, além de colaborar para a redução do e-waste, que exigiria tratamento especial no descarte, as empresas envolvidas em compras sustentáveis evitam multas ambientais e reduzem seus custos de descarte.
Ainda, no que tange à gestão ativos de TI há que se considerar também os ativos intangíveis, que são os softwares. A escolha dos softwares adequados para a organização deve levar em consideração não apenas os custos de aquisição e manutenção das licenças, mas também questões de compatibilidade com os hardwares já instalados para evitar custos financeiros e ambientais desnecessários com aquisição de novas máquinas e descarte das
antigas, por motivos de incompatibilidade, nos momentos de migração dos sistemas.
As questões relacionadas a Gestão de Ativos de TI são de tal relevância que ensejaram o surgimento de metodologias próprias de apoio a decisão como, por exemplo, o Custo Total de Propriedade ou Total Cost of Ownership – TCO, que considera o custo total de lidar com fornecedores.

## Práticas
A TI Verde é composta por três níveis práticos que buscam reduzir o desperdício e aumentar a eficiência dos processos:
1) TI Verde de Incrementação Tática: Nesta etapa são incorporadas mudanças relacionadas ao controle do uso excessivo de energia elétrica. Não há custos extras uma vez que as políticas e infra-estrutura não são modificadas;
2) TI Verde Estratégico: Nesta etapa são desenvolvidas novas medidas de produção e utilização de tecnologias, a fim de serem implementados novos meios de produção de bens e serviços ecológicos. Ela demanda uma auditoria sobre a infra-estrutura utilizada e esforços em equipe para o desenvolvimento de novas medidas de utilização de recursos no processo produtivo.
3) TI Verde Profunda: Nesta etapa ocorre a integração dos níveis anteriores, sendo aplicadas modificações físicas no espaço produtivo, utilização de equipamentos de melhor desempenho, padronização de processos e treinamento da equipe. Exemplos: Projetos de sistemas de refrigeração, iluminação e nova disposição de equipamentos.

## Adoção
Para se adotar a TI Verde, ao invés de olhar para iniciativas individuais, é necessário uma visão holística sobre o impacto ambiental da TI nas organizações, como dito anteriormente, a maioria das empresas atuais estão imersas na Tecnologia da Informação, dessa forma é possível agir em diversas áreas de uma empresa.
A TI Verde pode estar inserida no departamento de Compras de uma empresa, por exemplo, onde processos pelos quais uma organização compra equipamentos, suprimentos e serviços. Esses processos devem possuir procedimentos internos que levem em conta o impacto ambiental de qualquer tipo de aquisição realizada pela empresa.
O ambiente de trabalho é repleto de dispositivos eletrônicos, que vão desde computadores (desktops e laptops), impressoras e dispositivos móveis. A TI Verde também gera percepção do uso consciente desses equipamentos, proporcionando que sua utilização seja feita de modo eficiente e consuma menos energia.

### Empresas Verdes
Se tratando de cidadania corporativa a TI Verde atua na forma pela qual as organizações de TI interagem com as comunidades locais, regionais e globais, pois além da percepção que os clientes tem dela, profissionais também estão optando por dar preferência em trabalhar em empresas que se preocupam com o meio ambiente. Segundo a Accenture, empresa prestadora de serviços na área de tecnologia, em uma pesquisa, 80% dos formandos entrevistados disseram que estavam interessados em trabalhar para companhias que tivessem  um impacto ambiental positivo enquanto 92% optariam por trabalhar em empresas mais “verdes” (AROS, 2008).
Com a difusão e o amadurecimento do conceito de TI Verde, surgem melhores práticas com foco na forma como a TI é executada nas empresas, incluindo localidades, processos e estruturas.  Exemplos dessas melhores práticas podem ser:
- E-Invoicing e E-Billing, onde transações entre empresas são feitas eletronicamente, como faturamento e pagamento, não utilizando de nenhum documento impresso ou deslocamento entre as partes envolvidas.
- Facilidades via Web, reduzindo deslocamentos dos clientes, como lojas virtuais, atendimento por telefone e vídeo conferência, etc.
- Facilidades via Intranet, reduzindo o uso de papel e impressões, o que também aumenta a eficiência organizacional dos processos burocráticos, com maior controle e organização de informações.
- Melhor logística (empacotamento, envio transporte, etc.) – reduzir o nível de empacotamento e organizar as entregas em lotes e não em ordens individuais, sempre que possível.
- Utilização de softwares de gestão centralizados, com banco de dados único e informações acessíveis a todos com facilidade, velocidade e segurança.

As empresas gigantes da área de TI buscam sempre se engajar nas soluções verdes afim de conquistar a visibilidade de mercado e contribuir para redução dos impactos ambientais mundial, além de influenciar na maneira de produzir e consumir de outras organizações da área.
Para exemplificar o TI Verde na prática podemos citar a Unilever, uma empresa que investe em sustentabilidade a mais de uma década e diversifica as maneiras de trabalhar focado neste quesito. A empresa com o programa de consolidação do parque de impressora reduziu o número de equipamentos em 60%, diminuindo o volume e impressões e de equipamentos na organização.
Segundo LAUDON e LAUDON, empresas como Google, Microsoft, HSBC e Hewlett- Packard têm aplicado mudanças nas organizações voltadas para o uso de energia elétrica e redução da pegada de carbono. “Nenhuma dessas empresas dizem que seus esforços vão salvar o mundo, mas elas demonstram conhecer um problema crescente e o começo da era da computação verde.” 
Colecionadora de ações de TI verde inovadoras, a Google lidera este ranking verde, apoiando a política de energia renovável, promovendo o uso de energia limpa e trabalhando em campanhas que visa a diminuição da emissão de carbono.
A Apple já liderou o ranking definido pelo greenpeace por 3 anos seguidos. A empresa da maça teve um A em todas as categorias, exceto "Apoio a políticas verdes", e 83% de sua energia usada são consideradas "verde" - ou seja, vem de fontes renováveis. Uma avaliação idêntica foi dada ao Facebook e às empresas associadas a ele, como WhatsApp e Instagram, que usam 67% de energia "verde".
Enquanto isso, no mesmo ano tivemos casos de grandes empresas, de diversas categorias, que tiveram avaliações consideradas péssimas. O Soundcloud teve nota F em todas as categorias, e apenas 17% de sua energia vêm de fontes renováveis. O Spotify não ficou muito melhor: a única categoria na qual ele não tirou F foi "Compras renováveis", na qual teve um C.
A Microsoft tem um destaque por aplicar em seus softwares funcionalidades que permite organizações e usuários colocarem as ações verdes em prática.

### Certificações
Trata-se de certificados concedidos a empresas que comprovadamente adotam boas práticas de gestão ambiental, aí incluido o emprego da TI Verde. Tais certificações tendem a gerar benefícios comerciais, uma vez que muitas empresas só estabelecem relações econômicas com fornecedores que demonstrem o emprego sistemático dessas práticas. Dentre as existentes, as mais conhecidas são:
- ISO14001 - Sistema de Gestão Ambiental: Forma eficaz de uma empresa planejar, organizar e executar atividades de forma ambientalmente correta seguindo requisitos e diretrizes pré-estabelecidos;
- RoHS - Restrições de Certas Substâncias Perigosas: Restrição Européia de comercialização de produtos que utilizem cádmio, mercúrio, cromo, bifenilos polibromados, ésteres, difenilbromados e chumbo no processo de produção.
- PROCEL - Selo de Economia de Energia: Produtos mais eficientes que consomem menos energia, combatem os desperdícios e reduzem os custos e os investimentos setoriais;
- Selo Verde: Certificação que evidencia e reconhece organizações que praticam ações de sustentabilidade no âmbito da responsabilidade social e ambiental no Brasil.[3]

#### Segurança, Meio ambiente e Saúde - SMS
O sistema de Gestão Integradas de SMS certifica organizações de acordo com as normas ISO 14.001(Meio Ambiente) e OHSAS 18.001(Segurança e Saúde),com essa certificação a empresa atesta sua preocupação com responsabilidade social e meio ambiente.
Suas diretrizes são:
- Educar, capacitar e comprometer os trabalhadores com as questões de SMS, envolvendo fornecedores, comunidades, órgãos competentes, entidades representativas dos trabalhadores e demais partes interessadas;
- Estimular o registro e tratamento das questões de SMS e considerar, nos sistemas de conseqüência e reconhecimento, o desempenho em SMS;
- Atuar na promoção da saúde, na proteção do ser humano e do meio ambiente mediante identificação, controle e monitoramento de riscos, adequando a segurança de processos às melhores práticas mundiais e mantendo-se preparada para emergências;
- Assegurar a sustentabilidade de projetos, empreendimentos e produtos ao longo do seu ciclo de vida, considerando os impactos e benefícios nas dimensões econômica, ambiental e social;

### Implementação
Com a crescente expansão da TI Verde, as empresas de pequeno e médio porte passaram a adotar tais medidas na busca pela sustentabilidade com ganhos econômicos e ambientais, antes seguidas somente por grandes empresas e corporações. Segundo pesquisas realizadas pela IBM, 66% das empresas de médio porte do país já acompanham os seus consumos de energia e 70% delas planejam ou já realizam atividades para reduzir o impacto ambiental (ARIMA, 2009).
A TI ganhou importância quando as empresas modernas perceberam que as informações que detém fazem parte de seu patrimônio e que o modo como uma implementação informacional é efetuada em sua estrutura pode moldar toda a empresa. Segundo os estudos formulados pelo Sebrae em 2000, a TI quando bem utilizada, traz vantagens às pequenas empresas que, com a sua adoção, diminuem custos, aumentam sua produtividade e melhoram a qualidade de seus serviços.
Assim como outras atividades humanas, a TI provoca impactos no meio ambiente sendo tanto pela demanda de energia elétrica quanto pelos materiais utilizados na fabricação do hardware. Neste contexto, existem empresas que adotam as ações de TI Verde suportando os negócios e outras que oferecem as soluções. As práticas mais facilmente implementadas por elas são a economia de energia, a visualização de servidores e desktop, uso de videoconferências, destinação correta dos seus descartes e economia de papel e reciclagem de equipamentos eletrônicos.
Mas não é apenas no ambiente empresarial que o conceito de TI Verde vem sendo implementado, ele também começa a se mostrar na sociedade que, mesmo que de forma inconsciente, já demonstra que a preocupação ambiental é assunto recorrente no dia-a-dia de todos. A população tem de se conscientizar que o usuário doméstico também pode praticar a TI Verde em sua casa, com pequenas mudanças de comportamento e ações voltadas à redução da emissão de CO2, reutilizando e reciclando equipamentos, fazendo investimentos em suprimentos certificados com "selo verde" e evitando a subutilização de sistemas ao otimizar o uso de produtos, sejam eles eletrônicos ou não.

### União com a sustentabilidade
Área da tecnologia da informação que liga sustentabilidade a utilização dos recursos computacionais com objetivo de reduzir o consumo de eletricidade, matéria-prima (Papéis, Tintas, Toners)  e a emissão de gases poluentes, bem como o tratamento e encaminhamento do lixo eletrônico visando reduzir ao máximo os impactos gerados no meio ambiente.
Paralelamente ao desenvolvimento, a sustentabilidade ganha destaque a partir da década de 1980 com o Relatório Brundtland (fonte: ONU, 1987), pois o rápido crescimento populacional acabou gerando uma grande dependência humana de energia fóssil, o que agride o meio ambiente de tal forma que os danos causados por ações antrópicas ao longo dos anos são praticamente irremediáveis na atualidade.
Assim, os conceitos de sustentabilidade e desenvolvimento econômico são recorrentes e se inserem em todos os segmentos da sociedade. Com a participação ou ativa ou como espectador das mudanças, todos participam direta ou indiretamente das ações que podem ser nomeadas como TI Verde.
Atualmente, o mundo corporativo começa a adotar e, principalmente, criar ações para atender as necessidades de um negócio sustentável. Um exemplo é o Índice de Sustentabilidade Empresarial, criado como uma ferramenta de análise comparativa de empresas sob o aspecto da sustentabilidade corporativa com base na eficiência econômica, equilíbrio ambiental, justiça social e governança corporativa (fonte: BM & FBOVESPA, 2005) que impulsionam a adoção das ações propostas como TI Verde. As empresas com os melhores índices, possuem vantagens econômicas como facilidade de créditos e uma melhor imagem frente à sociedade, impulsionando as ações de marketing.
A Symantec Corp® revela que a TI Verde agora é essencial e faz parte do planejamento das empresas, segundo os próprios executivos de TI. Os dados revelam que 45% dos executivos entrevistados mostram que existem iniciativas em termos de TI Verde implementadas, principalmente para a redução do consumo energético e custos de resfriamento de equipamentos. (fonte: CUPERTINO, 2009).
A importância para os negócios, sociedade e futuro do planeta faz com que a TI Verde ganhe cada vez mais espaço e destaque para a comunidade técnica (profissionais de TI) que, através de pesquisa e desenvolvimento, atuarão diretamente no sucesso e na inovação tecnológica que auxilie o desenvolvimento sustentável.

## Como estratégia de marketing
Com a alta competitividade entre as marcas existentes surgiu a necessidade de investir em estratégias que pudesse conferir alguma vantagem competitiva. O consumo sustentável tem se tornado assunto de interesse e critério para boa parte da sociedade, dessa forma, organizações tem aproveitado da relevância do assunto para garantir a tal vantagem competitiva procurada.
O Marketing verde foi definido por PHILIP KOTLER como “o movimento das empresas para criarem e colocarem no mercado produtos ambientalmente responsáveis em relação ao meio ambiente”
Outra definição de Marketing verde é a de POLONSKY:
“Marketing verde ou Ambiental consiste em todas as atividades desenvolvidas para gerar e facilitar quaisquer trocas com a intenção de satisfazer desejos e necessidades dos consumidores, desde que a satisfação de tais desejos e necessidades ocorra com o mínimo de impacto negativo sobre o meio ambiente”.
Há varias definições sobre o tema, mas de maneira geral o marketing verde mantém  a essência do marketing tradicional como a buscar por satisfazer desejos e necessidades dos consumidores ao mesmo tempo que inclui o fator ambiental diminuindo os impactos gerados na produção e consumo, além da real conscientização das empresas acerca das práticas de ambientalmente corretas e a comunicação destas práticas  para a comunidade e seus clientes.
Apesar dos reflexos positivos o marketing verde pode ser usado como uma ferramenta para o uso de greenwashing, que é definido com as informações de marketing verde falsas ou distorcidas. Existem produtos com rótulos com informações sustentáveis, como material utilizado na produção, e selos, no entanto, os produtos ainda causam impactos ou os selos informados não são considerados para certificação.
Com o aumento de informação da sociedade consumistas, mais empresas e segmentos estão aderindo à prática, inclusive prestadores de serviços e empresa de tecnologia, que tendem a gerar poucos impactos ambientais.
Igualmente às outras áreas de negócio, a Tecnologia da Informação trás preocupações quanto a sustentabilidade. Cada organização poderá usar práticas de TI verde específicas.
Pesquisadores de sustentabilidade destacam que a aplicação de práticas ecológicas em organizações se dá por diferentes objetivos. WATSON cita em sua pesquisa os autores Dyllick & Hockerts, estes autores adotaram os objetivos ecoeficiência, ecoequidade e da ecoeficácia como impulsos para a implantação da sustentabilidade nas organizações:
A ecoeficiência trata-se da possibilidade de gerar produtos e serviços que tenham custo baixo, satisfaçam a necessidades humanas e trazem qualidade de vida ao mesmo tempo que todos os impactos ecológicos causados na sua fabricação tenham sido reduzidos em todas as etapas. Esse objetivo é escolhido pelas organizações alinhar a sustentabilidade com a redução de custos, que é bem atrativo para empresas.
A ecoequidade refere-se a crença de que os recursos naturais é um direito de todos igualmente, de todas as gerações, dessa forma as organizações trabalham focadas em não desgastar todos os recursos pensando no aproveitamento deles pelas gerações futuras.  A ecoequidade foca na responsabilidade social pelas gerações futuras, que vão pagar as consequências do consumo excessivo de recursos escassos e a degradação do meio ambiente. Isso significa que é necessário desenvolver normas corporativas e sociais coletivamente, que suportem a ecoequidade de agora e de amanhã. Enquanto alguns podem tomar ações para suportar a ecoequidade, é improvável que exista qualquer grande realinhamento de normas, a menos que a opinião de líderes importantes defina essas novas direções (como o caso de uma dada empresa que deixa de comprar suprimentos de um fornecedor por este não respeitar o meio ambiente). Também se pode esperar algumas ações governamentais em todos os níveis para refazer normas corporativas e sociais mediante a promoção de energia e estilos de vida sustentáveis (por exemplo, banir as sacolas plásticas dos supermercados). Portanto, para impulsionar a ecoequidade, espera-se ver crescer a influência de mudar as normas sociais do comportamento do consumidor e as normas corporativas no comportamento organizacional.
Já o conceito de ecoeficácia foi introduzido em 1998 sem uma definição explícita, mas explicada posteriormente. O conceito de ecoeficácia significa trabalhar nas coisas certas - nos produtos, serviços e sistemas certos - em vez de fazer menos coisas erradas. Esse pensamento está bem alinhado com a diferença entre eficiência (fazer certo as coisas) e eficácia (fazer as coisas certas). Enquanto a ecoeficiência poderia focar na redução do consumo de energia da luz artificial, a ecoeficácia projetaria locais de trabalho que usam energia natural. Já a ecoeficácia é uma maneira de trabalhar nas coisas certas ao invés de fazer coisas menos erradas.
Entretanto, todas as táticas e objetivos relacionados ao TI verde só poderão ser considerados como estratégia de marketing quando alinhadas à comunicação com o consumidor e sociedade em geral e quando aplicadas em todas as atividades da organização.